# Kensinjia
Kensinjia es un género de  hongos en la familia Melanconidaceae.